# Stadion Narodowy Kostaryki (2011)
Stadion Narodowy Kostaryki (2011) – wielofunkcyjny stadion w dzielnicy La Sabana w San José w Kostaryce. Wybudowany w 2011 roku, będzie głównie wykorzystywany do meczów piłki nożnej oraz zawodów lekkoatletycznych. Stadion zastąpił oryginalny Stadion Narodowy, wybudowany w 1924, rozebrany w 2008.